# Södra Ångermanlands domsaga
Södra Ångermanlands domsaga var en domsaga i Västernorrlands län. Domsagan bildades 1811 från Ångermanlands domsaga och delades 1882 i Ångermanlands södra domsaga, Ångermanlands västra domsaga och Ångermanlands mellersta domsaga
Domsagan lydde först under Svea hovrätt.

## Tingslag
- Gudmundrå tingslag
- Nora tingslag
- Säbrå tingslag
- Boteå tingslag
- Sollefteå tingslag
- Ramsele tingslag
- Nordingrå tingslag till 1841